# Deep Dish
Дип Диш (англ. Deep Dish) — американский электронный дуэт, образованный в 1992 году в Вашингтоне. Членами группы являются два американца иранского происхождения: Шарам Тайби, известный как просто Sharam, и Али Ширазиния, известный под псевдонимом Dubfire. Дуэт исполняет музыку преимущественно в жанре прогрессив-хаус. В рамках этого стиля они сделали ряд ремиксов на синглы известных поп-исполнителей, таких, как Мадонна, Шер и Pet Shop Boys.

## Дискография
| - 1998 Junk Science - 2005 George Is On - 1994 «Chocolate City (Love Songs)» - 1994 «High Frequency» (Pres. Quench DC) - 1994 «The Dream» (Pres. Prana) - 1995 «Sexy Dance» (Pres. Quench DC) - 1995 «Wear The Hat» - 1996 «Stay Gold» - 1997 «Stranded» - 1998 «Stranded (In Dub)» - 1998 «The Future of the Future (Stay Gold)» (с Everything but the Girl) - 1999 «Mohammad Is Jesus…» - 1999 «Summer Is Over» - 2003 «Global Underground: Toronto [12» Single] - 2004 «Flashdance» - 2005 «Say Hello» - 2006 «Sacramento» - 2006 «Dreams» (с Stevie Nicks) - 2007 «Come Back» | - 1995 Penetrate Deeper - 1995 Undisputed - 1996 DJ’s Take Control, Vol. 3 - 1997 Cream Separates - 1999 Yoshiesque - 2000 Renaissance Ibiza - 2001 Global Underground: Moscow - 2001 Yoshiesque, Vol. 2 - 2003 Global Underground: Toronto - 2006 Global Underground: Dubai (by Sharam) - 2007 Global Underground: Taipei (by Dubfire) - 1992 Hex — Tricky Jazz - 1996 Alcatraz — Give Me Luv - 2002 Timo Maas — Help Me - 2003 Various Artists — Slip 'N' Slide Ibiza 2 - 1996 The Unknown Factor — The Basic Factor Album |

### Ремиксы
| - 1993 Scottie Deep featuring Toni Williams — Soul Searchin' - 1993 Naomi Daniel — Feel The Fire - 1993 Angela Marni — Slippin' & Slidin' - 1993 BT — Relativity - 1994 Elastic Reality — Cassa De X - 1994 Prana — The Dream - 1994 Joi Cardwell — Trouble - 1994 Gena Bess — How Hard I Search - 1994 BT — The Moment Of Truth - 1994 Scott Taylor — Don’t Turn Your Back On Me - 1995 Джанет Джексон — When I Think Of You - 1995 The Shamen — Transamazonia - 1995 Quench — Sexy Dance - 1995 Ashley Beedle — Revolutions In Dub - 1995 De’Lacy — Hideaway - 1995 Dajae — Day By Day - 1995 Paula Abdul — Crazy Cool - 1995 e-N — The Horn Ride - 1995 Gusto — Disco’s Revenge - 1995 Swing 52 — Color Of My Skin - 1996 Everything but the Girl — Wrong - 1996 The Beloved — Three Steps To Heaven - 1996 Global Communication — The Deep - 1996 Pet Shop Boys — Se A Vida É (That’s The Way Life Is) - 1996 Lisa Moorish — Mr. Friday Night - 1996 Sandy B — Make The World Go Round - 1996 All-Star Madness — Magic - 1996 De’Lacy — That Look - 1996 Victor Romeo — Love Will Find a Way - 1996 Dangerous Minds — Live In Unity - 1996 Dished-Out Bums — Lost In Space - 1996 Kristine W — Land Of The Living - 1996 Тина Тёрнер — In Your Wildest Dreams - 1996 Alcatraz — Giv Me Luv - 1996 BT feat. Tori Amos — Blue Skies - 1997 D-Note — Waiting Hopefully - 1997 Adam F — Music In My Mind - 1997 Sandy B — Ain’t No Need To Hide - 1997 Olive — Miracle - 1997 Майкл Джексон — Is It Scary | - 1998 Love and Rockets — Resurrection Hex - 1998 Danny Tenaglia featuring Celeda — Music Is the Answer - 1998 Eddie Amador — House Music - 1998 DJ Rap — Good To Be Alive - 1998 16B — Falling - 1998 The Rolling Stones — Saint Of Me - 1999 Brother Brown Featuring Frank’ee — Under The Water - 1999 Billie Ray Martin — Honey - 1999 Slipknot — (Sic) - 1999 J.D. Braithwaite — Give Me the Night - 1999 Бет Ортон — Central Reservation - 2000 Amber — Sexual (Li Da De) - 2000 Мадонна — Music - 2000 Gabrielle — Rise - 2000 Morel — True (The Faggot Is You) - 2000 Sven Vath — Barbarella - 2000 Dusted — Always Remember To Respect and Honour Your Mother — Part One - 2001 Dido — Thank You - 2001 iiO — Rapture - 2001 N'Sync — Pop - 2001 Planet Funk — Inside All the People - 2001 Delerium — Innocente - 2001 Depeche Mode — Freelove - 2002 Джастин Тимберлэйк — Like I Love You - 2002 Тимо Маас featuring Kelis — Help Me - 2002 Beenie Man featuring Janet — Feel It Boy - 2002 Elisa — Come Speak To Me - 2003 Dido — Stoned - 2003 Girl Whatever — Activator - 2003 P. Diddy — Let’s Get Ill - 2004 Louie Vega & Jay 'Sinister' Sealée Feat. Julie McKnight — Diamond Life - 2005 Дэвид Гетта — The World Is Mine - 2005 Narcotic Thrust — Safe From Harm - 2005 Пол ван Дайк — The Other Side - 2006 Coldplay — Clocks - 2006 Робби Ривера — Float Away - 2007 Girl Whatever — Activator (You Need Some) |

## Позиции в чартах
| Год  | Сингл                                                              | Позиция в чарте | Позиция в чарте | Позиция в чарте | Позиция в чарте | Позиция в чарте | Позиция в чарте | Позиция в чарте | Позиция в чарте | Позиция в чарте | Позиция в чарте | Позиция в чарте | Позиция в чарте | Позиция в чарте | Позиция в чарте |
| Год  | Сингл                                                              | USA             | CHE             | NL              | UK              | BEL             | FIN             | IRE             | GER             | ITA             | CAN             | GRE             | AUS             | FRA             | AUT             |
| ---- | ------------------------------------------------------------------ | --------------- | --------------- | --------------- | --------------- | --------------- | --------------- | --------------- | --------------- | --------------- | --------------- | --------------- | --------------- | --------------- | --------------- |
| 1996 | «Stay Gold»                                                        | -               | -               | -               | 41              | -               | -               | -               | -               | -               | -               | -               | -               | -               | -               |
| 1997 | «Stranded»                                                         | -               | -               | -               | 60              | -               | -               | -               | -               | -               | -               | -               | -               | -               | -               |
| 1998 | «The Future of the Future (Stay Gold)» (с Everything but the Girl) | -               | -               | -               | 31              | -               | -               | -               | -               | -               | -               | -               | -               | -               | -               |
| 2003 | «Like I Love You (Deep Dish Remix)» (с Джастином Тимберлейком)     | 1               | -               | -               | -               | -               | -               | -               | -               | -               | -               | -               | -               | -               | -               |
| 2004 | «Stoned (Deep Dish Remix)» (совместно с Dido)                      | 1               | -               | -               | -               | -               | -               | -               | -               | -               | -               | -               | -               | -               | -               |
| 2004 | «Flashdance»                                                       | 36              | 89              | 5               | 3               | 25              | -               | 14              | 63              | 43              | -               | -               | 14              | 33              | 55              |
| 2005 | «Say Hello»                                                        | 1               | 90              | -               | 14              | -               | 4               | 18              | 72              | 35              | -               | -               | 40              | -               | -               |
| 2005 | «Sacramento»                                                       | -               | -               | -               | -               | -               | 9               | 45              | -               | -               | -               | -               | -               | -               | -               |
| 2005 | «Flashing For Money» (с Dire Straits)                              | -               | -               | -               | -               | -               | -               | -               | -               | -               | -               | -               | -               | -               | 48              |
| 2006 | «Dreams» (с Stevie Nicks)                                          | 26              | -               | 18              | 14              | 42              | 6               | 22              | -               | 39              | -               | -               | 27              | -               | -               |
| 2006 | «PATT (Party All The Time)» (Sharam)                               | -               | -               | 16              | 8               | -               | -               | -               | -               | -               | -               | -               | -               | -               | -               |

## Достижения

### Победы
- International Dance Music Award 2005 года за «Лучший Хаус/Гэридж Сингл» «Say Hello».
- International Dance Music Awards 2005 за «Лучший Андерграунд-дэнс Сингл» для «Flashdance»
- DanceStar USA Award 2004 за «Лучшую Компиляцию» (релиз в США)
- Ibiza DJ Award 2004 за «Лучший Сет Сезона»
- DanceStar USA Award 2002 за «Лучшую Компиляцию»
- Grammy Award 2002 — «Лучший Ремикс»
- «Самый горячий дуэт», журнал Rolling Stone, Август 2001
- Muzik Magazine SAS Award 1998 «Лучший международный DJ»

### Номинации
- WMC «Лучший американский диджей», 2008
- DJ Awards за «Лучший Тек-хаус/Прогрессив-хаус диджей», 2006
- Grammy Award 2005 «Лучшая танцевальная запись» за сингл Deep Dish «Say Hello»
- DanceStar USA Award 2004 за «Лучший Ремикс» (Worldwide DJ’s) за ремикс на сингл P.Diddy «Let’s Get Ill»
- DJ Awards «Лучший хаус диджей», 2003
- DanceStar USA Award 2003 Party 93.1 FM Award за «Лучший ремикс» на сингл Джастина Тимберлэйка «Like I Love You»
- Grammy Award 2001 «Ремиксер года» (NonClassical)

### Другие рейтинги
- № 1 в категории «Best Progressive DJ» журнала BPM в 2006 по итогам опроса «America’s Favorite DJ’s».
- № 2 в категории «Best Dance/DJ Artist» по версии журнала Rolling Stone в 2001 году.
- По версии журнала DJ Magazine в опросе World’s Top 100 DJ’s занял:
  - № 10 в 2006 году
  - № 8 в 2005 году
  - № 10 в 2004 году
  - № 9 в 2003 году
  - № 16 в 2002 году
  - № 10 в 2001 году
- В списке 50 лучших американских диджеев по версии BPM:
  - № 5 2005 году
  - № 12 в 2004 году
  - № 9 в 2003 году и 2002